# Deep blue (sora tob sakanaのアルバム)
『deep blue 』（ディープ ブルー）は、sora tob sakanaの最後のアルバム。2020年8月5日にNBC ユニバーサル・エンターテイメントジャパンからリリースされた。

## 概要
スタジオ音源化されてこなかった過去曲・人気曲を、当時の体制にて再レコーディングした作品。さらには、音楽プロデューサー照井順政（ハイスイノナサ、siraph etc）による書き下ろしの新曲「信号」「untie」の2曲も収録している。
Blu-ray付初回限定盤（CD2枚とBlu-ray2枚の4枚組）、DVD付初回限定盤（CDとDVDの2枚組）、通常盤の3形態で発売された。

## 発売形態
- Blu-ray付初回限定盤 - 三方背BOX仕様、撮りおろし写真付き40Pブックレット、CD+ライブCD+特典1・2のBlu-ray
- DVD付初回限定盤 - トールケース、16pブックレット、CD+特典1のDVD
- 通常盤 - CD

## 収録曲
全作詞・作曲・編曲：照井順政
1. 信号
2. クラウチングスタート
3. 夜空を全部
4. 魔法の言葉
5. 広告の街
6. まぶしい
7. Brand New Blue
8. New Stranger
9. 夜間飛行
10. ribbon
11. untie

### ライブCD収録曲
ワンマンライブ「sora tob sakana LIVE TOUR 2019 「天球の地図」【5th anniversary oneman live】《band set》
1. ribbon
2. 秘密
3. 鋭角な日常
4. Summer Plan
5. Brand New Blue
6. 嘘つき達に暇はない
7. 発見
8. ありふれた群青
9. ささやかな祝祭
10. flash
11. New Stranger
12. 広告の街
13. silver
14. knock!knock!
15. Lighthouse
16. 夜空を全部
17. 流星の行方
18. 夜間飛行

- Making of "天球の地図"
- 〈音声特典〉オーディオコメンタリー

### 特典1
ワンマンライブ「sora tob sakana LIVE TOUR 2019 「天球の地図」【5th anniversary oneman live】《band set》
1. node
2. ribbon
3. 秘密
4. 鋭角な日常
5. Summer Plan
6. Brand New Blue
7. 嘘つき達に暇はない
8. 発見
9. ありふれた群青
10. ささやかな祝祭
11. flash
12. New Stranger
13. 広告の街
14. silver
15. knock!knock!
16. Lighthouse
17. 夜空を全部
18. 流星の行方
19. 夜間飛行

- Making of "天球の地図"
- 〈音声特典〉オーディオコメンタリー

### 特典2
MUSIC VIDEO COLLECTION
1. 信号
2. ささやかな祝祭
3. flash
4. untie

- Making Movie
- 〈音声特典〉オーディオコメンタリー